# Gran Premio motociclistico delle Americhe 2016
Il Gran Premio motociclistico delle Americhe 2016 è stata la terza prova del motomondiale del 2016.
La quarta edizione della storia di questo GP viene vinta da Marc Márquez in MotoGP (quarta vittoria per lo spagnolo in quattro edizioni disputate), da Álex Rins in Moto2 e da Romano Fenati in Moto3.

## MotoGP
Partito anche quest'anno in pole position lo spagnolo Marc Márquez ottiene un'agevole vittoria, completata anche dal giro più veloce in gara. Sul podio il connazionale Jorge Lorenzo e l'italiano Andrea Iannone.
Dopo tre prove disputate la classifica provvisoria vede in testa Márquez, già vincitore la settimana precedente del Gran Premio motociclistico d'Argentina 2016, con 66 punti davanti a Lorenzo con 45 e a Valentino Rossi, in questa occasione ritirato per una caduta, con 33.

### Arrivati al traguardo
| Pos. | Nº | Pilota           | Squadra                       | Motocicletta       | Tempo     | Griglia | Punti |
| ---- | -- | ---------------- | ----------------------------- | ------------------ | --------- | ------- | ----- |
| 1    | 93 | Marc Márquez     | Repsol Honda                  | Honda RC213V       | 43'57.945 | 1       | 25    |
| 2    | 99 | Jorge Lorenzo    | Movistar Yamaha               | Yamaha YZR-M1      | +6,107    | 2       | 20    |
| 3    | 29 | Andrea Iannone   | Ducati Team                   | Ducati Desmosedici | +10,947   | 7       | 16    |
| 4    | 25 | Maverick Viñales | Suzuki Ecstar                 | Suzuki GSX-RR      | +18,422   | 4       | 13    |
| 5    | 41 | Aleix Espargaró  | Suzuki Ecstar                 | Suzuki GSX-RR      | +20,711   | 9       | 11    |
| 6    | 45 | Scott Redding    | Octo Pramac Yakhnich          | Ducati Desmosedici | +28,961   | 10      | 10    |
| 7    | 44 | Pol Espargaró    | Monster Yamaha Tech 3         | Yamaha YZR-M1      | +32,112   | 13      | 9     |
| 8    | 51 | Michele Pirro    | Octo Pramac Yakhnich          | Ducati Desmosedici | +32,757   | 17      | 8     |
| 9    | 8  | Héctor Barberá   | Avintia Racing                | Ducati Desmosedici | +34,592   | 14      | 7     |
| 10   | 6  | Stefan Bradl     | Aprilia Racing Team Gresini   | Aprilia RS-GP      | +40,211   | 16      | 6     |
| 11   | 19 | Álvaro Bautista  | Aprilia Racing Team Gresini   | Aprilia RS-GP      | +45,423   | 19      | 5     |
| 12   | 50 | Eugene Laverty   | Aspar Team                    | Ducati Desmosedici | +47,127   | 15      | 4     |
| 13   | 53 | Esteve Rabat     | Estrella Galicia 0,0 Marc VDS | Honda RC213V       | +47,426   | 20      | 3     |
| 14   | 68 | Yonny Hernández  | Aspar Team                    | Ducati Desmosedici | +51,19    | 18      | 2     |
| 15   | 76 | Loris Baz        | Avintia Racing                | Ducati Desmosedici | +1'12.929 | 12      | 1     |
| 16   | 35 | Cal Crutchlow    | LCR Honda                     | Honda RC213V       | +1'19.252 | 5       |       |
| 17   | 38 | Bradley Smith    | Monster Yamaha Tech 3         | Yamaha YZR-M1      | +1'28.036 | 11      |       |

### Ritirati
| Nº | Pilota           | Squadra         | Motocicletta       | Giri    | Griglia |
| -- | ---------------- | --------------- | ------------------ | ------- | ------- |
| 26 | Dani Pedrosa     | Repsol Honda    | Honda RC213V       | 10 Giri | 8       |
| 4  | Andrea Dovizioso | Ducati Team     | Ducati Desmosedici | 15 Giri | 6       |
| 46 | Valentino Rossi  | Movistar Yamaha | Yamaha YZF-R1      | 19 Giri | 3       |

## Moto2
Così come nella MotoGP, anche in Moto2 il pilota partito dalla pole position si è anche aggiudicato la gara; in questo caso si tratta dello spagnolo Álex Rins che ha preceduto il britannico Sam Lowes (autore del giro più veloce) e il campione mondiale in carica, il francese Johann Zarco.
La classifica provvisoria è capeggiata da Lowes con un punto di vantaggio su Rins.

### Arrivati al traguardo
| Pos. | Nº | Pilota              | Squadra                       | Motocicletta       | Tempo     | Griglia | Punti |
| ---- | -- | ------------------- | ----------------------------- | ------------------ | --------- | ------- | ----- |
| 1    | 40 | Álex Rins           | Paginas Amarillas HP 40       | Kalex Moto2        | 41'22.174 | 1       | 25    |
| 2    | 22 | Sam Lowes           | Federal Oil Gresini           | Kalex Moto2        | +2,091    | 3       | 20    |
| 3    | 5  | Johann Zarco        | Ajo Motorsport                | Kalex Moto2        | +7,737    | 2       | 16    |
| 4    | 77 | Dominique Aegerter  | CarXpert Interwetten          | Kalex Moto2        | +8,646    | 4       | 13    |
| 5    | 94 | Jonas Folger        | Dynavolt Intact GP            | Kalex Moto2        | +8,791    | 7       | 11    |
| 6    | 24 | Simone Corsi        | Speed Up Racing               | Speed Up SF16      | +11,083   | 8       | 10    |
| 7    | 12 | Thomas Lüthi        | Garage Plus Interwetten       | Kalex Moto2        | +11,278   | 5       | 9     |
| 8    | 19 | Xavier Siméon       | QMMF Racing                   | Speed UpSF16       | +17,933   | 18      | 8     |
| 9    | 60 | Julián Simón        | QMMF Racing                   | Speed Up SF16      | +18,718   | 11      | 7     |
| 10   | 23 | Marcel Schrötter    | AGR Team                      | Kalex Moto2        | +19,408   | 13      | 6     |
| 11   | 73 | Álex Márquez        | Estrella Galicia 0,0 Marc VDS | Kalex Moto2        | +22,173   | 21      | 5     |
| 12   | 11 | Sandro Cortese      | Dynavolt Intact GP            | Kalex Moto2        | +23,898   | 10      | 4     |
| 13   | 39 | Luis Salom          | SAG Team                      | Kalex Moto2        | +25,395   | 14      | 3     |
| 14   | 21 | Franco Morbidelli   | Estrella Galicia 0,0 Marc VDS | Kalex Moto2        | +26,883   | 9       | 2     |
| 15   | 30 | Takaaki Nakagami    | Idemitsu Honda Team Asia      | Kalex Moto2        | +27,598   | 6       | 1     |
| 16   | 55 | Hafizh Syahrin      | Petronas Raceline Malaysia    | Kalex Moto2        | +29,341   | 17      |       |
| 17   | 54 | Mattia Pasini       | Italtrans Racing              | Kalex Moto2        | +30,197   | 19      |       |
| 18   | 32 | Isaac Viñales       | Tech 3 Racing                 | Tech 3 Mistral 610 | +36,863   | 25      |       |
| 19   | 14 | Ratthapark Wilairot | Idemitsu Honda Team Asia      | Kalex Moto2        | +38,383   | 24      |       |
| 20   | 97 | Xavi Vierge         | Tech 3 Racing                 | Tech 3 Mistral 610 | +38,437   | 23      |       |
| 21   | 2  | Jesko Raffin        | Sports-Millions-EMWE-SAG      | Kalex Moto2        | +45,206   | 26      |       |
| 22   | 49 | Axel Pons           | AGR Team                      | Kalex Moto2        | +47,688   | 15      |       |
| 23   | 7  | Lorenzo Baldassarri | Forward Racing                | Kalex Moto2        | +53,873   | 12      |       |
| 24   | 33 | Alessandro Tonucci  | Tasca Racing                  | Kalex Moto2        | +1'11.159 | 28      |       |

### Ritirati
| Nº | Pilota          | Squadra              | Motocicletta | Giri    | Griglia |
| -- | --------------- | -------------------- | ------------ | ------- | ------- |
| 44 | Miguel Oliveira | Leopard Racing       | Kalex Moto2  | 8 Giri  | 20      |
| 52 | Danny Kent      | Leopard Racing       | Kalex Moto2  | 14 Giri | 16      |
| 70 | Robin Mulhauser | CarXpert Interwetten | Kalex Moto2  | 16 Giri | 27      |
| 10 | Luca Marini     | Forward Racing       | Kalex Moto2  | 16 Giri | 22      |

## Moto3
Terzo vincitore diverso nelle prime tre gare disputate quest'anno; in Texas si è imposto l'italiano Romano Fenati che ha preceduto lo spagnolo Jorge Navarro e il sudafricano Brad Binder. Quest'ultimo capeggia la classifica provvisoria con 52 punti.

### Arrivati al traguardo
| Pos. | Nº | Pilota                | Squadra              | Motocicletta   | Tempo     | Griglia | Punti |
| ---- | -- | --------------------- | -------------------- | -------------- | --------- | ------- | ----- |
| 1    | 5  | Romano Fenati         | SKY Racing Team VR46 | KTM RC 250 GP  | 41'14.868 | 5       | 25    |
| 2    | 9  | Jorge Navarro         | Estrella Galicia 0,0 | Honda NSF250R  | +6,612    | 2       | 20    |
| 3    | 41 | Brad Binder           | Red Bull KTM Ajo     | KTM RC 250 GP  | +10,535   | 12      | 16    |
| 4    | 65 | Philipp Öttl          | Schedl GP Racing     | KTM RC 250 GP  | +10,975   | 1       | 13    |
| 5    | 55 | Andrea Locatelli      | Leopard Racing       | KTM RC 250 GP  | +13,845   | 7       | 11    |
| 6    | 33 | Enea Bastianini       | Gresini Racing       | Honda NSF250R  | +14,123   | 3       | 10    |
| 7    | 44 | Arón Canet            | Estrella Galicia 0,0 | Honda NSF250R  | +16,309   | 22      | 9     |
| 8    | 11 | Livio Loi             | RW Racing GP BV      | Honda NSF250R  | +21,841   | 10      | 8     |
| 9    | 95 | Jules Danilo          | Ongetta-Rivacold     | Honda NSF250R  | +22,004   | 8       | 7     |
| 10   | 8  | Nicolò Bulega         | SKY Racing Team VR46 | KTM RC 250 GP  | +22,351   | 11      | 6     |
| 11   | 84 | Jakub Kornfeil        | Drive M7 SIC Racing  | Honda NSF250R  | +22,714   | 4       | 5     |
| 12   | 58 | Juanfran Guevara      | RBA Racing           | KTM RC 250 GP  | +22,764   | 14      | 4     |
| 13   | 20 | Fabio Quartararo      | Leopard Racing       | KTM RC 250 GP  | +26,024   | 9       | 3     |
| 14   | 21 | Francesco Bagnaia     | Aspar Mahindra       | Mahindra MGP3O | +28,161   | 18      | 2     |
| 15   | 16 | Andrea Migno          | SKY Racing Team VR46 | KTM RC 250 GP  | +28,259   | 21      | 1     |
| 16   | 10 | Alexis Masbou         | Peugeot MC Saxoprint | Peugeot MGP3O  | +39,223   | 15      |       |
| 17   | 4  | Fabio Di Giannantonio | Gresini Racing       | Honda NSF250R  | +39,348   | 31      |       |
| 18   | 19 | Gabriel Rodrigo       | RBA Racing           | KTM RC 250 GP  | +39,739   | 24      |       |
| 19   | 24 | Tatsuki Suzuki        | CIP-Unicom Starker   | Mahindra MGP3O | +40,16    | 13      |       |
| 20   | 89 | Khairul Idham Pawi    | Honda Team Asia      | Honda NSF250R  | +48,107   | 32      |       |
| 21   | 17 | John McPhee           | Peugeot MC Saxoprint | Peugeot MGP3O  | +48,334   | 17      |       |
| 22   | 64 | Bo Bendsneyder        | Red Bull KTM Ajo     | KTM RC 250 GP  | +48,442   | 23      |       |
| 23   | 6  | María Herrera         | MH6 Laglisse         | KTM RC 250 GP  | +1'15.871 | 25      |       |
| 24   | 77 | Lorenzo Petrarca      | 3570 Team Italia     | Mahindra MGP3O | +1'16.043 | 28      |       |
| 25   | 76 | Hiroki Ono            | Honda Team Asia      | Honda NSF250R  | +1'19.441 | 16      |       |
| 26   | 3  | Fabio Spiranelli      | CIP-Unicom Starker   | Mahindra MGP3O | +1'45.929 | 33      |       |

### Ritirati
| Nº | Pilota            | Squadra                  | Motocicletta   | Giri | Griglia |
| -- | ----------------- | ------------------------ | -------------- | ---- | ------- |
| 23 | Niccolò Antonelli | Ongetta-Rivacold         | Honda NSF250R  | 2    | 30      |
| 98 | Karel Hanika      | Platinum Bay Real Estate | Mahindra MGP3O | 7    | 19      |
| 43 | Stefano Valtulini | 3570 Team Italia         | Mahindra MGP3O | 9    | 26      |
| 88 | Jorge Martín      | Aspar Mahindra           | Mahindra MGP3O | 11   | 20      |
| 40 | Darryn Binder     | Platinum Bay Real Estate | Mahindra MGP3O | 13   | 29      |
| 36 | Joan Mir          | Leopard Racing           | KTM RC 250 GP  | 14   | 27      |
| 7  | Adam Norrodin     | Drive M7 SIC Racing      | Honda NSF250R  | 17   | 6       |